# Маслово (село, Некоузский район)
Маслово — село в Некоузском районе Ярославской области России. 
В рамках организации местного самоуправления входит в состав Некоузского сельского поселения, в рамках административно-территориального устройства относится к Новинскому сельскому округу.

## География
Расположено в 30 км на юго-запад от районного центра села Новый Некоуз, близ железнодорожной станции Маслово на линии Рыбинск — Сонково.

## История
Церковь в селе существовала с 1744 года с одним престолом во имя святого Великомученика Димитрия Селунского. 
В конце XIX — начале XX века село входило в состав Кузяевской волости Мышкинского уезда Ярославской губернии.
С 1929 года село входило в состав Новинского сельсовета Некоузского района, с 1944 по 1952 год село являлось центром вновь образованного Масловского района, с 1959 года — вновь в составе Некоузского района, с 2005 года — в составе Некоузского сельского поселения.

## Население
| 1859 | 2002 | 2007 | 2010 |
| ---- | ---- | ---- | ---- |
| 311  | ↘26  | ↗33  | ↘22  |